# Crandon (Wisconsin)
Crandon – miasto w Stanach Zjednoczonych, w stanie Wisconsin, siedziba administracyjna hrabstwa Forest.